# Аксиотея Флиусская
Аксиотея Флиусская (Axiothea of Phlius) — одна из учениц Платона.
Она родилась в Флиунте, древнем пелопоннесском городе, управлявшийся спартанским правом в то время, как Платон основал свою Академию. Согласно Фемистию, она прочла «Государство» Платона, после чего отправилась в Афины учиться у него. Она училась в Академии, переодевшись мужчиной. После смерти Платона она продолжила своё обучение под руководством племянника Платона, Спевсиппа .
В папирусном отрывке из Оксиринха упоминается неизвестная женщина, учившаяся у Платона, Спевсиппа и затем у Менедема из Эретрии. Кроме того, в тексте сказано, что «в юности она была красива и исполнена непринужденной грации». Этой женщиной, вероятно, была Аксиотея или же Ластения Мантинейская.